# Долна Поруба
Долна Поруба (слч. Dolná Poruba) насељено је мјесто са административним статусом сеоске општине (слч. obec) у округу Тренчин, у Тренчинском крају, Словачка Република.

## Становништво
| Година:    | 1994. | 2004.   | 2014.   | 2024.   |
| ---------- | ----- | ------- | ------- | ------- |
| Број људи: | 904   | 845     | 788     | 794     |
| Разлика:   |       | -6,52 % | -6,74 % | +0,76 % |

| Година:    | 2023. | 2024.   |
| ---------- | ----- | ------- |
| Број људи: | 789   | 794     |
| Разлика:   |       | +0,63 % |

Према подацима о броју становника из 2024. године насеље је имало 794 становника.